# Qazaqstan Top Division 2000
La Qazaqstan Top Division 2000 è stata la 9ª edizione della massima divisione del calcio kazako. 

## Stagione

### Novità
Al termine della stagione 1999 non vi è stata alcuna promozione o retrocessione; Jetisý e Aqmola, inizialmente retrocesse, sono state successivamente ripescate. Prima dell'inizio della stagione, il Sïntez ha cambiato nome in Tomırıs; l'Aksess-Esil, invece, è stato rinominato Aksess-Golden Greýn.
L'Aqmola, che fino alla scorsa stagione risiedeva nella città di Stepnogorsk, ha spostato la sua sede a Kökşetaw.

### Avvenimenti
Nel corso della stagione, il Batır si è ritirato dalla competizione per problemi finanziari, comportando l'annullamento delle tredici gare fin lì disputate. 
Il Tomırıs e il Jiger, invece, si sono fusi nel corso della stagione dando vita al Dostyq. Alla nuova compagine sono stati assegnati i punti ottenuti dal Tomırıs prima della fusione, mentre le restanti gare del Jiger sono state assegnate a tavolino alle avversarie. 
Al termine della stagione regolare, verificatosi un ex aequo tra le prime due classificate, il campionato è stato deciso da uno spareggio, che ha visto il Jeñis prevalere sull'Aksess-Golden Greýn.

## Classifica
|  | Pos. | Squadra             | Pt | G  | V  | N | P  | GF | GS | DR  |
|  | ---- | ------------------- | -- | -- | -- | - | -- | -- | -- | --- |
|  | 1.   | Jeñis               | 74 | 28 | 24 | 2 | 2  | 69 | 20 | +49 |
|  | 2.   | Aksess-Golden Greýn | 74 | 28 | 24 | 2 | 2  | 59 | 10 | +49 |
|  | 3.   | Ertis               | 60 | 28 | 19 | 3 | 6  | 50 | 26 | +24 |
|  | 4.   | Qairat              | 60 | 28 | 18 | 6 | 4  | 48 | 17 | +31 |
|  | 5.   | Shahter Qaraǵandy   | 48 | 28 | 14 | 6 | 8  | 38 | 26 | +12 |
|  | 6.   | Qaısar-Hurricane    | 43 | 28 | 12 | 4 | 9  | 36 | 23 | +13 |
|  | 7.   | Tobyl               | 42 | 28 | 13 | 3 | 12 | 42 | 39 | +3  |
|  | 8.   | Elimaı              | 41 | 28 | 12 | 5 | 11 | 43 | 33 | +10 |
|  | 9.   | CSKA Almaty (-3)    | 36 | 28 | 12 | 3 | 13 | 39 | 35 | +4  |
|  | 10.  | Aqmola              | 29 | 28 | 8  | 5 | 15 | 25 | 34 | -9  |
|  | 11.  | Vostok Óskemen      | 28 | 28 | 8  | 4 | 16 | 30 | 45 | -15 |
|  | 12.  | Taraz               | 26 | 28 | 7  | 5 | 16 | 22 | 47 | -25 |
|  | 13.  | Tomırıs / Dostyq    | 19 | 28 | 5  | 4 | 19 | 24 | 53 | -29 |
|  | 14.  | Jetisý              | 14 | 28 | 4  | 2 | 22 | 15 | 73 | -58 |
|  | 15.  | Jiger               | 4  | 28 | 1  | 1 | 26 | 13 | 72 | -59 |
|  | 16.  | Batır (-6)          | 4  | 15 | 3  | 1 | 11 | 5  | 26 | -21 |

Legenda:
      Ammessa alle spareggio
      Esclusa a campionato in corso.
Note:
Tre punti a vittoria, uno a pareggio, zero a sconfitta.

## Spareggio
| Arbitro: | Tuseev |

|                                    |           |  |
| Sepashvili 9’ Kornienko 86’ (rig.) | Marcatori |  |